# Otto Riller

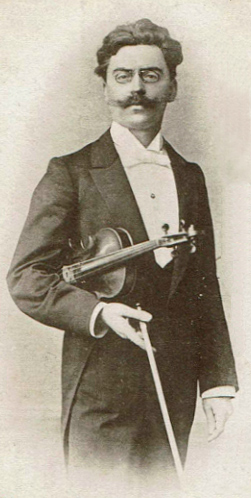
Otto Riller (etwa 1900)

Otto Riller (* 30. Juli 1861 in Breslau; † 29. Juni 1936 in Hannover) war ein deutscher Geiger, Bratschist, Konzertmeister und Professor.

## Leben
Otto Riller studierte Musik und insbesondere Violine bei Moritz Schön,
Schon zu Beginn der Gründerjahre des Deutschen Kaiserreichs und noch als Kind unternahm Otto Riller ab 1872 erste Konzertreisen durch Deutschland. Später erhielt er in Darmstadt eine Anstellung als Bratschist an der dortigen Hofkapelle.
1889 trat Riller in die hannoversche Hofkapelle ein, arbeitete schon ab dem Folgejahr als Konzertmeister und – als Nachfolger von Georg Haenflein – ab 1899 bis zu seiner Pensionierung im Jahr 1925 als Erster Konzertmeister.
Schon im Jahr seines Eintritts in das hannoversche Opernorchester hatte Riller gemeinsam mit den ebenfalls dort tätigen Musikern Bruno Meuche, Friedrich Rammelt und Ludwig Püschel das „Riller-Quartett“ begründet, das sich jedoch erst 1891 offiziell konstituierte. Von Zeit zu Zeit begleitete der Pianist Emil Evers das Quartett zu kammermusikalischen Aufführungen.
Riller, der unterdessen 1897 Mitglied des Hannoverschen Künstlervereins geworden war, unternahm zudem Konzerttourneen in England und Russland.
Für seine Verdienste wurde Riller mit dem preußischen Adlerorden geehrt.
Rillers Nachfolger in Hannover wurde Richard Sahla.